# Zachary Sanford
Pour les articles homonymes, voir Sanford.
Zachary Michael Sanford, dit Zach Sanford (né le 9 novembre 1994 à Salem dans l'État du Massachusetts aux États-Unis) est un joueur professionnel américain de hockey sur glace. Il évolue au poste d'ailier gauche.

## Biographie
Il est choisi par les Capitals de Washington au 61e rang lors du deuxième tour du repêchage d'entrée dans la LNH 2013. Après avoir joué une saison avec les Black Hawks de Waterloo dans l'USHL, il rejoint les rangs universitaires en jouant pour les Eagles de Boston College. Il joue deux saisons à l'université avant de signer pour trois ans avec les Capitals en juillet 2016.
Il intègre l'effectif des Capitals lors du début de la saison 2016-2017. Le 27 février 2017, il est échangé aux Blues de Saint-Louis avec Brad Malone et trois choix de repêchage, dont un choix de premier tour pour 2017, contre Kevin Shattenkirk et Pheonix Copley.

## Statistiques

### En club
| Saison     | Équipe                  | Ligue       |     | Saison régulière | Saison régulière | Saison régulière | Saison régulière | Saison régulière |   | Séries éliminatoires | Séries éliminatoires | Séries éliminatoires | Séries éliminatoires | Séries éliminatoires |
| Saison     | Équipe                  | Ligue       | PJ  | B                | A                | Pts              | Pun              | PJ               | B | A                    | Pts                  | Pun                  |                      |                      |
| 2012-2013  | Islanders de Middlesex  | EJHL        | 37  | 12               | 24               | 36               | 22               | -                | - | -                    | -                    | -                    |                      |                      |
| 2013-2014  | Black Hawks de Waterloo | USHL        | 52  | 17               | 18               | 35               | 60               | 12               | 5 | 7                    | 12                   | 8                    |                      |                      |
| 2014-2015  | Boston College          | Hockey East | 38  | 7                | 17               | 24               | 30               | -                | - | -                    | -                    | -                    |                      |                      |
| 2015-2016  | Boston College          | Hockey East | 41  | 13               | 26               | 39               | 44               | -                | - | -                    | -                    | -                    |                      |                      |
| 2016-2017  | Capitals de Washington  | LNH         | 26  | 2                | 1                | 3                | 6                | -                | - | -                    | -                    | -                    |                      |                      |
| 2016-2017  | Bears de Hershey        | LAH         | 25  | 11               | 5                | 16               | 14               | -                | - | -                    | -                    | -                    |                      |                      |
| 2016-2017  | Blues de Saint-Louis    | LNH         | 13  | 2                | 3                | 5                | 4                | 4                | 0 | 0                    | 0                    | 0                    |                      |                      |
| 2016-2017  | Wolves de Chicago       | LAH         | -   | -                | -                | -                | -                | 2                | 0 | 0                    | 0                    | 0                    |                      |                      |
| 2017-2018  | Rampage de San Antonio  | LAH         | 20  | 4                | 3                | 7                | 18               | -                | - | -                    | -                    | -                    |                      |                      |
| 2018-2019  | Rampage de San Antonio  | LAH         | 7   | 4                | 2                | 6                | 2                | -                | - | -                    | -                    | -                    |                      |                      |
| 2018-2019  | Blues de Saint-Louis    | LNH         | 60  | 8                | 12               | 20               | 21               | 8                | 1 | 3                    | 4                    | 0                    |                      |                      |
| 2019-2020  | Blues de Saint-Louis    | LNH         | 58  | 16               | 14               | 30               | 28               | 9                | 1 | 3                    | 4                    | 17                   |                      |                      |
| 2020-2021  | Blues de Saint-Louis    | LNH         | 52  | 10               | 6                | 16               | 25               | 4                | 0 | 0                    | 0                    | 0                    |                      |                      |
| 2021-2022  | Sénateurs d'Ottawa      | LNH         | 62  | 9                | 8                | 17               | 37               | -                | - | -                    | -                    | -                    |                      |                      |
| 2021-2022  | Jets de Winnipeg        | LNH         | 18  | 0                | 4                | 4                | 13               | -                | - | -                    | -                    | -                    |                      |                      |
| 2022-2023  | Admirals de Milwaukee   | LAH         | 45  | 12               | 16               | 28               | 51               | 16               | 3 | 4                    | 7                    | 10                   |                      |                      |
| 2022-2023  | Predators de Nashville  | LNH         | 16  | 2                | 1                | 3                | 4                | -                | - | -                    | -                    | -                    |                      |                      |
| 2023-2024  | IceHogs de Rockford     | LAH         | 13  | 3                | 3                | 6                | 6                | 4                | 2 | 2                    | 4                    | 0                    |                      |                      |
| 2023-2024  | Blackhawks de Chicago   | LNH         | 18  | 0                | 4                | 4                | 2                | -                | - | -                    | -                    | -                    |                      |                      |
| Totaux LNH | Totaux LNH              | Totaux LNH  | 334 | 49               | 55               | 104              | 144              | 25               | 2 | 6                    | 8                    | 17                   |                      |                      |

## Trophées et honneurs personnels

### Ligue nationale de hockey
- 2018-2019 : champion de la coupe Stanley avec les Blues de Saint-Louis